# Sei Nazioni femminile 2007
Il Sei Nazioni 2007 (in francese Tournoi des Six Nations féminin 2007; in inglese 2007 Women's Six Nations Championship), per esigenze di sponsorizzazione 2007 RBS Women's Six Nations Championship, fu la 6ª edizione del torneo rugbistico che vede annualmente confrontarsi le Nazionali femminili di Francia, Galles, Inghilterra, Irlanda, Italia e Scozia, nonché la 12ª in assoluto, considerando anche le edizioni dell'Home Championship e del Cinque Nazioni.
Si tenne dal 3 febbraio al 18 marzo 2017 negli stessi fine settimana del suo corrispettivo maschile e fu la prima edizione che di quest'ultimo ebbe la stessa composizione di squadre, dopo che il comitato organizzatore, per uniformità e per venire incontro al desiderio del nuovo sponsor del torneo, la Royal Bank of Scotland, di avere per ragioni commerciali una competizione speculare alla principale, escluse la Spagna, presente dal 2000 al 2006, per rimpiazzarla con l'Italia, non senza polemiche, ritenendo la Federazione spagnola che i risultati della propria squadra nel torneo e il saldo positivo contro la stessa Italia non giustificassero una tale repentina rimozione.
L'Italia chiuse il suo primo torneo con il Whitewash, anche se per le successive dieci edizioni tale primato negativo lo conseguì solo altre due volte; a vincere fu invece l'Inghilterra, alla sua ottava vittoria assoluta, ennesima con il Grande Slam; le inglesi furono le mattatrici del torneo, vantando anche le giocatrici con il record di punti (Karen Andrew, 44) e di mete (Daniella Waterman, 8).

## Risultati

### 1ª giornata
| St Albans 3 febbraio 2007, ore 14:30 UTC                                          | Inghilterra | 60 – 0 | Scozia | Old Albanians |
| Day (2) Barras (3) Allen Waterman Andrew Spencer Alphonsi mt Andrew (4) McLean tr |             |        |        |               |
|                                                                                   |             |        |        |               |
| Day (2) Barras (3) Allen Waterman Andrew Spencer Alphonsi                         | mt          |        |        |               |
| Andrew (4) McLean                                                                 | tr          |        |        |               |

| Cardiff 3 febbraio 2007, ore 14:30 UTC               | Galles | 10 – 5 referto | Irlanda | Taffs Well RFC |
| Thomas 6’ mt 72’ Davitt Thomas 6’ tr Thomas 20’ c.p. |        |                |         |                |
|                                                      |        |                |         |                |
| Thomas 6’                                            | mt     | 72’ Davitt     |         |                |
| Thomas 6’                                            | tr     |                |         |                |
| Thomas 20’                                           | c.p.   |                |         |                |

| Biella 4 febbraio 2007, ore 14:30 UTC+1 | Italia | 17 – 37                              | Francia | Stadio Lamarmora |
| L. Stefan tecnica mt Le Duff Plantet Rabier Noguera Horta Veronica Schiavon (2) tr Le Duff (2) Sartini Veronica Schiavon c.p. Le Duff Sartini |        |                                      |         |                  |
| |        |                                      |         |                  |
| L. Stefan tecnica | mt     | Le Duff Plantet Rabier Noguera Horta |         |                  |
| Veronica Schiavon (2) | tr     | Le Duff (2) Sartini                  |         |                  |
| Veronica Schiavon | c.p.   | Le Duff Sartini                      |         |                  |

### 2ª giornata
| Dunbar 10 febbraio 2007, ore 13 UTC | Scozia | 0 – 10     | Galles | Dunbar RFC |
| mt Thomas (2)                       |        |            |        |            |
|                                     |        |            |        |            |
|                                     | mt     | Thomas (2) |        |            |

| Dublino 10 febbraio 2007, ore 14:30 UTC            | Irlanda | 10 – 13           | Francia | St. Mary's College |
| Feighery Coghlan mt Le Duff Gauffinet c.p. Le Duff |         |                   |         |                    |
|                                                    |         |                   |         |                    |
| Feighery Coghlan                                   | mt      | Le Duff Gauffinet |         |                    |
|                                                    | c.p.    | Le Duff           |         |                    |

| Arbitro: | Nicky Inwood |

|                     |      |  |
| Day Barras Waterman | mt   |  |
| Andrew              | tr   |  |
| Andrew (2)          | c.p. |  |

### 3ª giornata
| Edimburgo 24 febbraio 2007, ore 12:30 UTC                                         | Scozia | 26 – 6             | Italia | Meggetland |
| Millard 20’, 48’ Kerr 27’, 55’ mt Harley 20’, 48’, 55’ tr c.p. 9’, 37’ Tondinelli |        |                    |        |            |
|                                                                                   |        |                    |        |            |
| Millard 20’, 48’ Kerr 27’, 55’                                                    | mt     |                    |        |            |
| Harley 20’, 48’, 55’                                                              | tr     |                    |        |            |
|                                                                                   | c.p.   | 9’, 37’ Tondinelli |        |            |

| Drancy 24 febbraio 2007, ore 12:30 UTC+1 | Francia | 15 – 0 | Galles | Stade Guy Moquet |
| Boukerma (2) mt Sartini tr Sartini c.p.  |         |        |        |                  |
|                                          |         |        |        |                  |
| Boukerma (2)                             | mt      |        |        |                  |
| Sartini                                  | tr      |        |        |                  |
| Sartini                                  | c.p.    |        |        |                  |

| Arbitro: | Huw David |

|  |      |                                      |
|  | mt   | Day Stevens Turner Alphonsi Waterman |
|  | tr   | McLean (2)                           |
|  | c.p. | McLean                               |

### 4ª giornata
| Edimburgo 10 marzo 2007, ore 11 UTC                       | Scozia | 6 – 18 referto           | Irlanda | Meggetland |
| mt Belton Feighery Cantwell Harley (2) c.p. J. O’Sullivan |        |                          |         |            |
|                                                           |        |                          |         |            |
|                                                           | mt     | Belton Feighery Cantwell |         |            |
| Harley (2)                                                | c.p.   | J. O’Sullivan            |         |            |

| Arbitro: | Henderson |

|  |    |                                         |
|  | mt | 12’ Thomas 50’, 65’ No. Evans 80’ Berry |
|  | tr | 12’, 50’ No. Evans                      |

| St Albans 11 marzo 2007, ore 13:45 UTC                                     | Inghilterra | 38 – 12         | Francia | Old Albanians |
| Waterman (3) Barras (2) Alphonsi mt Plantet Le Duff Andrew (4) tr Boukerma |             |                 |         |               |
|                                                                            |             |                 |         |               |
| Waterman (3) Barras (2) Alphonsi                                           | mt          | Plantet Le Duff |         |               |
| Andrew (4)                                                                 | tr          | Boukerma        |         |               |

### 5ª giornata
| Arbitro: | Christine Bigaran |

|                                     |      |                                           |
|                                     | mt   | 20’ J. O’Sullivan 45’ Feighery 64’ Davitt |
|                                     | tr   | 20’ Houston                               |
| Veronica Schiavon 2’, 23’, 53’, 69’ | c.p. |                                           |

| Cardiff 17 marzo 2007, ore 14:30 UTC                         | Galles | 0 – 30 referto              | Inghilterra | Taffs Well RFC |
| mt Waterman (2) Penrith Andrew tr Andrew (2) c.p. Andrew (2) |        |                             |             |                |
|                                                              |        |                             |             |                |
|                                                              | mt     | Waterman (2) Penrith Andrew |             |                |
|                                                              | tr     | Andrew (2)                  |             |                |
|                                                              | c.p.   | Andrew (2)                  |             |                |

| Maurepas 18 marzo 2007, ore 15 UTC+1                     | Francia | 18 – 10          | Scozia | Stade du Bout du Clos |
| Bourkerma Horta tecnica mt Millard Griffith Sartini c.p. |         |                  |        |                       |
|                                                          |         |                  |        |                       |
| Bourkerma Horta tecnica                                  | mt      | Millard Griffith |        |                       |
| Sartini                                                  | c.p.    |                  |        |                       |

## Classifica
| Pos | Squadra     | G | V | N | P | PF  | PS  | DP   | Pt |
| --- | ----------- | - | - | - | - | --- | --- | ---- | -- |
| 1   | Inghilterra | 5 | 5 | 0 | 0 | 183 | 12  | +171 | 10 |
| 2   | Francia     | 5 | 4 | 0 | 1 | 95  | 75  | +20  | 8  |
| 3   | Galles      | 5 | 3 | 0 | 2 | 44  | 50  | −6   | 6  |
| 4   | Irlanda     | 5 | 2 | 0 | 3 | 50  | 73  | −23  | 4  |
| 5   | Scozia      | 5 | 1 | 0 | 4 | 42  | 112 | −70  | 2  |
| 6   | Italia      | 5 | 0 | 0 | 5 | 35  | 127 | −92  | 0  |